# Wykoff
Wykoff é uma cidade localizada no estado americano de Minnesota, no Condado de Fillmore.

## Demografia
Segundo o censo americano de 2000, a sua população era de 460 habitantes.
Em 2006, foi estimada uma população de 441, um decréscimo de 19 (-4.1%).

## Geografia
De acordo com o United States Census Bureau tem uma área de
2,5 km², dos quais 2,5 km² cobertos por terra e 0,0 km² cobertos por água. Wykoff localiza-se a aproximadamente 403 m acima do nível do mar.

## Localidades na vizinhança
O diagrama seguinte representa as localidades num raio de 20 km ao redor de Wykoff.